# Microstachys ditassoides
Microstachys ditassoides là một loài thực vật có hoa trong họ Đại kích. Loài này được (Didr.) Esser mô tả khoa học đầu tiên năm 1998 publ. 1999.